# De Oude Kuil

De Oude Kuil is de naam van een kasteeltje en een landgoed ten noordoosten van Voorshoven.
Het is feitelijk een buitenhuis in eclectische stijl, en het werd in 1898 gebouwd door H. Schoolmeesters (1849-1938), die vrederechter was.
Het huis bestaat uit een aantal van rechts naar links in hoogte oplopende gebouwen, met geheel links een torentje, gedekt door een schilddak. Ook schuin daartegenover is een toren te vinden. Na een periode van leegstand werd het huis in 1982 gerestaureerd.
In het interieur bevindt zich een gaaf bewaarde neorenaissance eetzaal en ook bezit het huis een bijzondere bibliotheek.
Het landgoed maakt deel uit van het landschappelijk waardevol gebied De Brand. Het ligt op een droge dekzandrug en in de omgeving bevinden zich droge bossen. Ten oosten van het landgoed ligt het veel nattere terrein Jagersborg. Het woord kuil verwijst naar een veenkuil of waterplas.